# Cleveland Heights
Cleveland Heights é uma cidade localizada no estado norte-americano do Ohio, no Condado de Cuyahoga. Sua população, em 2023, foi estimada em quase 44 mil pessoas.

## Demografia
Segundo o censo norte-americano de 2020, a sua população era de 45 312 pessoas. Comparado com a década de 1970, quando sua população chegou a 60 mil pessoas, houve uma queda de 25% na quantidade de habitantes.

## Geografia
De acordo com o United States Census Bureau tem uma área de 21,0 km², dos quais 21,0 km² cobertos por terra e 0,0 km² cobertos por água.

## Localidades na vizinhança
O diagrama seguinte representa as localidades num raio de 8 km ao redor de Cleveland Heights.